# بردلی مازیکو
بردلی مازیکو (انگلیسی: Bradley Mazikou؛ زادهٔ ۲ ژوئن ۱۹۹۶) بازیکن فوتبال اهل فرانسه است.
از باشگاه‌هایی که در آن بازی کرده‌است می‌توان به باشگاه فوتبال زسکا صوفیه و باشگاه فوتبال لوریان اشاره کرد.
وی همچنین در تیم ملی فوتبال کنگو بازی کرده‌است.